# Jacques Darnaud
Pour les articles homonymes, voir Darnaud.
Le baron Jacques Darnaud, né le 8 janvier 1758 à Bricy-le-Boulay (Loiret), mort le 3 mars 1830 à Paris, est un général français.

## Biographie
Jacques Darnaud naît le 8 janvier 1758 à Bricy, petit bourg situé près d'Orléans, et est baptisé le lendemain. Il est le fils de Jacques Darnault, domestique, et de Marie Lerude. 
Jacques Darnaud entre au service comme soldat le 10 août 1777, dans le régiment d'Anjou, et y est fait successivement caporal le 21 mai 1782, sergent le 1er août 1783, sergent-major le 17 septembre 1787, sous-lieutenant le 1er septembre 1791, et lieutenant le 25 août 1792.
Employé à l'armée du Rhin, il assiste le 30 septembre suivant, à la prise de vive force de Spire, et concourt à arrêter et à rallier une colonne de troupes qui, saisies d'une terreur panique, avaient pris la fuite. Il se trouve encore à la prise de Mayence le 21 octobre, à celle de Francfort-sur-le-Main le 23, et à la retraite de l'armée sur Landau et sur Weissembourg au mois de mars 1793. Arrêté le 11 août suivant au camp de Roth, près de Weissembourg, par ordre des représentants du peuple Ruamps, Lacoste, Dujardin, Milhau et Boyer, pour être conduit devant le Comité de salut public, comme soupçonné de royalisme, il est réclamé, au nom de tout le corps, par l'adjudant-major Bernadotte. 
Immédiatement mis en liberté, il est nommé capitaine le 13 du même mois, et passe avec son régiment, à l'armée du Nord. Il combat constamment aux avant-postes, se fait remarquer par sa bravoure, et par sa présence d'esprit sauva devant Cassel deux bataillons français exposés à être pris ou détruits. Le 9 septembre de la même année, à Hondschoote, chargé du commandement du 1er bataillon, il s'empare d'une redoute armée de 9 pièces de canon et y fait 500 Anglais prisonniers qui, d'après le terrible décret de la Convention nationale, doivent être mis à mort sur-le-champ.
Nommé adjoint aux adjudants-généraux, il combat à l'attaque des villages de Saint-Vaast et de Saint-Aubert, le 9 germinal an II, et y affronte les plus grands dangers en ralliant la colonne de gauche de la division de Cambrai, que la cavalerie et l'artillerie ennemies, supérieures en force, ont presque entièrement culbutée. Employé à l'armée de Sambre-et-Meuse en l'an III, il déploie une grande énergie dans la défense de Longwy, dont le commandement lui a été confié par le général en chef Jourdan. Le 7 floréal de cette année, il est nommé chef de brigade de la 30e demi-brigade de bataille, dans laquelle a été incorporé le 2e bataillon du 36e régiment.
Darnaud commande cette demi-brigade pendant plus de quatre ans; il y rétablit l'ordre et la discipline, régularise son administration et la conduisit avec succès sur tous les champs de bataille où elle est appelée à combattre. À l'affaire de Lintz, il met en fuite quelques troupes autrichiennes et les poursuit vivement à la tête de 60 hommes d'infanterie, 25 dragons et deux pièces d'artillerie légère; mais ayant aperçu une très-forte colonne de cavalerie qui s'apprête à fondre sur lui, il prend position, fait jurer à sa troupe de mourir jusqu'au dernier plutôt que de se rendre Après avoir servi quelque temps au blocus d'Ehrenbreitstein, il reçoit l'ordre de se porter sur Neuwied et d'y protéger la retraite de l'armée de Jourdan qui se dispose à repasser le Rhin.
Avec deux bataillons de la 30e demi-brigade, une compagnie d'artillerie légère et un régiment de chasseurs à cheval, il soutient les efforts d'un corps considérable de cavalerie qui, appuyé par une nombreuse artillerie, essaie vainement de l'entamer. Il résiste pendant toute une journée et ne se décide à franchir le fleuve que lorsqu'il voit les derniers bataillons français en sûreté.
À la prise de Francfort, Darnaud commande cette ville. Deux ans auparavant une garnison française a été égorgée dans cette ville; sous prétexte de venger l'assassinat de leurs compagnons d'armes, des malveillants excitaient les troupes françaises à l'incendie et au pillage. Déjà des symptômes alarmants se manifestent dans la garnison, et sans Darnaud, qui est obligé de lutter corps à corps avec des soldats mutinés de la 48e demi-brigade de ligne, la ville aurait subi le sort le plus affreux. Son courage et son dévouement, secondés de l'appui des soldats de sa demi-brigade, qui lui sont entièrement dévoués, suffisent pour apaiser ce commencement d'insurrection.
Il sert au blocus de la place de Mayence, devant laquelle il arrive le 18 germinal an IV. Dans une sortie que fait la garnison ennemie, avec des forces infiniment supérieures, le 3 fructidor suivant, Darnaud, à la tête de la 30e demi-brigade, défendit la position entre le Main et le Rhin, et a la mâchoire inférieure fracassée par un éclat d'obus.
S'étant rendu à Francfort pour y soigner sa blessure, il y reçoit de la part des habitants de nombreuses marques d'intérêt et d'affection, qui le récompensent dignement des soins qu'il a pris pour préserver de tout malheur leurs personnes et leurs propriétés.
Appelé à l'armée d'Italie vers la fin de l'an IV, il y commande sa demi-brigade avec un grand succès. Le 15 frimaire an VII, à Civita Castellana, et le même jour à l'affaire de Falavi, il défait complètement les Napolitains, culbute une division avec un seul bataillon, mit l'ennemi en déroute et lui prit 20 pièces de canon et 30 caissons. Le 10 nivôse suivant, à l'affaire d'Atricoli, à la tête de sept compagnies, il donne l'impulsion aux troupes dont il fait partie, et détermine par son exemple et sa conduite les avantages de cette journée.
Le 24 prairial, au combat et à la prise de Modène, Darnaud se comporte avec le sang-froid, la valeur et les talents militaires qui le distinguent depuis longtemps, et la 3e demi-brigade mérite les plus grands éloges. À la bataille de Trébia, il traverse la rivière à la tête de sa brigade, formée en colonne serrée et l'arme au bras, sous un feu terrible d'artillerie. C'est à la suite de cette affaire, qu'il est nommé général de brigade, par arrêté du Directoire exécutif du 12 thermidor an VII.
Le 28 du même mois, à la bataille de Novi, il a obtenu les succès les plus complets sur les Russes, qu'il a mis en pleine déroute, lorsque le mouvement rétrograde des autres troupes de l'armée le force d'abandonner ces avantages.
À l'affaire de Bosco, le 2 brumaire an VIII, le général Darnaud détermine le succès de la journée. Avec l'infanterie seulement, il combat un ennemi bien supérieur en nombre et qui a de la cavalerie et de l'artillerie formidables.
Le 13 du même mois, à l'affaire de Rivalta, il commande une colonne d'infanterie qui est entourée par l'ennemi.
Le 18, il défend le front de Novi pendant trois heures contre les attaques réitérées d'un corps très nombreux de troupes autrichiennes; mais, obligé d'abandonner cette position que l'insuffisance de ses forces ne lui permettait pas de garder plus longtemps, il se retire dans les montagnes voisines, espérant y attirer l'ennemi; cette tentative eut un plein succès.
Attaqué le 23 frimaire par des forces autrichiennes et russes très supérieures, il est obligé de quitter la ligne de Monte-Cornua. Ses troupes plient en désordre et s'enfuient à travers les montagnes jusqu'à Nervi où il devient indispensable de s'arrêter et de s'opposer à l'ennemi, qui a l'intention de s'emparer de ce débouché pour couper la retraite à une colonne qui se trouve vers Recco et Sori, à quatre milles de distance.
C'est à ce trait d'une valeureuse audace que la colonne de Sori doit son salut, car elle ne pouvaitt éviter d'être faite prisonnière, les rues de Nervi ne permettant pas de former quatre hommes de front.
Le 24, à l'affaire de la Castagna, le général Darnaud, avec ses troupes très peu nombreuses, renverse les colonnes de l'ennemi.
Le 13 germinal suivant, la 8e demi-brigade d'infanterie légère, postée sur la montagne de Rua, en avant de Recco, est obligée d'abandonner cette position et se retire, vivement harcelée par un ennemi nombreux qui pénètre dans la ville de Recco.
Le 16 et le 17 du même mois, à Montefaccio, il combat avec succès un ennemi toujours plus nombreux que lui et parvient à conserver à l'armée des munitions et de l'artillerie qu'il a reçu l'ordre d'abandonner.
Employé au blocus de Gênes par les Autrichiens et les Anglais, il se signale dans toutes les affaires qui ont lieu pour la défense de cette place.
Le 21 floréal an VIII, il rompt la ligne de l'ennemi à Bisagno, l'attaque par derrière sur le Monte-Cornua; et seulement avec 400 hommes du 1er bataillon de la 2e demi-brigade d'infanterie de ligne, il bat complètement 4 000 Autrichiens, fiers de l'avantage qu'ils ont obtenu le matin sur la colonne qui a été chargée de les attaquer dé front. Le 8 prairial suivant, à la tête de 2 000 hommes, il prend d'assaut plusieurs redoutes, et il poursuit ses rapides succès, lorsque, arrivé à travers la mitraille et les boulets au pied d'un dernier retranchement qu'il se dispose à enlever, il est grièvement blessé à la jambe gauche d'un coup de feu qui nécessite l'amputation. Après sa guérison, il est nommé commandant de la place de Gênes, toujours en état de blocus, et passe dans la division de Ligurie le 23 germinal an IX.
Le 3 floréal suivant, le gouvernement ligurien lui remet un sabre d'honneur en reconnaissance de ses services et de sa conduite avant et pendant le blocus de Gênes.
Le 1er fructidor an X, il est mis en disponibilité et rentre en France ; mais à son arrivée à Paris, il ne tarde pas à être employé, et le premier Consul lui confie le commandement du département de la Corrèze (20e division militaire) par arrêté du 1er vendémiaire an XI. Le général Darnaud exerce ces fonctions jusqu'au 4 brumaire an XII, époque à laquelle il passe dans la 14e demi-brigade militaire pour y commander le département de l'Orne.
Nommé membre de la Légion d'honneur le 19 brumaire an XII, il en est créé commandeur le 25 prairial suivant et est désigné pour faire partie du Collège électoral du département de l'Orne. Par décret du 19 mars 1808, l'Empereur lui confère le titre de baron avec une dotation de 4 000 francs de revenus. Le général Darnaud continue d'exercer ses fonctions dans le département de l'Orne ; il a même le commandement provisoire de la 14e division militaire, en l'absence du général Grandjean, le 13 mai 1811, et est appelé le 22 juin suivant, au poste de commandant de l'hôtel des Invalides, où sa sollicitude pour les hommes, comme lui mutilés au champ d'honneur, lui acquit de nouveaux droits à la reconnaissance nationale. Lors de l'invasion des armées coalisées, c'est à ses soins et à sa fermeté que l'on doit la conservation d'une partie des plans en relief, en dépôt à l'hôtel, et dont les Prussiens veulent s'emparer.
Après sa rentrée en France, Louis XVIII le nomme chevalier de Saint-Louis par ordonnance du 27 juin 1814, et lui confère le titre de lieutenant-général honoraire le 6 septembre suivant.
Nommé titulaire de ce grade, en conservant le commandement de l'hôtel des Invalides, le 1er juillet 1815, le général Darnaud est créé grand officier de la Légion d'honneur le 24 août 1820, et commandeur de l'ordre royal militaire de Saint-Louis le 27 mars 1821.
Admis à la retraite le 10 octobre de cette dernière année, le général Darnaud a terminé sa vie le 3 mars 1830. Son nom apparaît en 8e position en partant du haut dans la 8e colonne du pilier nord de l'arc de triomphe de l'Étoile.

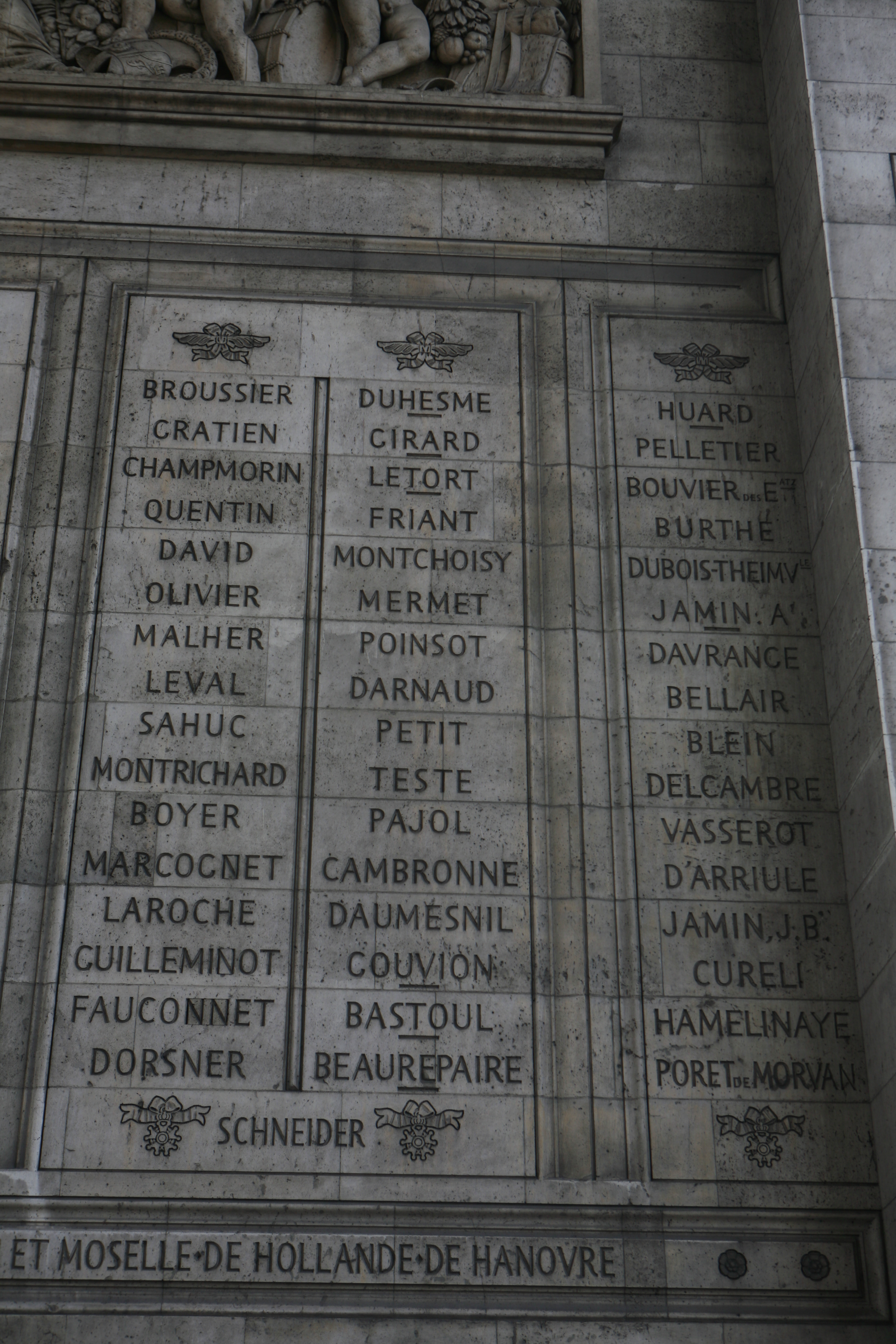

## État de service
- 26 avril 1795 : chef de brigade dans la 72e demi-brigade de bataille
- 19 février 1796 : chef de brigade dans la 30e demi-brigade d'infanterie
- 19 juin 1799 : blessure
- 30 juillet 1799 : général de brigade
- 1810 : Affecté à la 14e division militaire (Caen)

## Décorations, distinction et titres
- 23 avril 1800 : Sabre d'honneur
- 15 janvier 1809 : Baron de l'Empire
- Grand officier de la Légion d'honneur
- Commandeur de l'Ordre de Saint-Louis

## Armoiries
| Figure | Blasonnement |
|        | Armes du baron Darnaud et de l'Empire (décret du 28 octobre 1808, lettres patentes du 15 janvier 1809 (Valladolid)). Écartelé ; le premier d'or aux cinq chevrons d'azur superposés surmonté de deux étoiles de gueules ; le deuxième des barons militaires ; le troisième de gueules aux trois tours crénelées d'argent ouvertes du champ deux et une, celle du milieu chargée d'une épée haute en pal d'argent, le quatrième d'azur, coupé d'une rivière d'argent d'où sort un soleil levant d'or., Livrées : les couleurs de l'écu. |

## Source
- « Jacques Darnaud », dans Charles Mullié, Biographie des célébrités militaires des armées de terre et de mer de 1789 à 1850, 1852 [détail de l’édition]